# Томми (телесериал)
«Томми» (англ. Tommy) — американский драматический телесериал транслирующийся на американском телеканале CBS, премьера сериала состоялась 6 февраля 2020 года. Главную роль исполняет Эди Фалко.
6 мая 2020 года сериал был закрыт после одного сезона.

## Сюжет
Эбигейл Томас — первая женщина-начальница Полицейского департамента Лос-Анджелеса. Эту должность Эбигейл получила недавно и тут же принялась устанавливать новые, подчас жёсткие порядки. Теперь ни бизнесмены, ни политики, ни прочие сильные мира сего не смогу так просто влиять на систему правосудия.

## В ролях

### Основной состав
- Эди Фалко
- Аделаида Клеменс
- Майкл Чернус
- Оливия Люси Филлип
- Томас Садоски
- Джозеф Лайл Тейлор

## Обзор сезонов
| Сезон | Сезон | Эпизоды | Дата показа    | Дата показа | Рейтинг Нильсона | Рейтинг Нильсона       |
| Сезон | Сезон | Эпизоды | Премьера       | Финал       | Ранк             | Зрители США (миллионы) |
| ----- | ----- | ------- | -------------- | ----------- | ---------------- | ---------------------- |
|       | 1     | 12      | 6 февраля 2020 | 7 мая 2020  | 41               | 7,68                   |

## Список эпизодов

### Сезон 1 (2020)
| № общий | № в сезоне | Название                                                             | Режиссёр          | Автор сценария                | Дата премьеры   | Произв. код | Зрители в США (млн) |
| ------- | ---------- | -------------------------------------------------------------------- | ----------------- | ----------------------------- | --------------- | ----------- | ------------------- |
| 1       | 1          | «В мечтах начинаются обязанности» «In Dreams Begin Responsibilities» | Кейт Дэннис       | Пол Аттанасио                 | 6 февраля 2020  | 101         | 4.81                |
| 2       | 2          | «Здесь нет чужих людей» «There Are No Strangers Here»                | П.Дж. Пеше        | Том Зенгиорги                 | 13 февраля 2020 | 102         | 4.41                |
| 3       | 3          | «Пожизненное достижение» «Lifetime Achievement»                      | Кристина Мур      | Джилл Е. Блотвогел            | 20 февраля 2020 | 103         | 4.71                |
| 4       | 4          | «19 часовой рабочий день» «19 Hour Day»                              | Джиари МакЛеод    | Стефен Белбер                 | 27 февраля 2020 | 104         | 4.65                |
| 5       | 5          | «Взять заложника» «To Take a Hostage»                                | Брендон Уолш      | Люси Тейтлер                  | 5 марта 2020    | 105         | 4.62                |
| 6       | 6          | «Девятая девушка» «The Ninth Girl»                                   | Эдвард Орнелас    | Карл Капоторто                | 12 марта 2020   | 106         | 4.79                |
| 7       | 7          | «Вик» «Vic»                                                          | Кристина Мур      | Маргарет Роуз Лестер          | 2 апреля 2020   | 107         | 5.35                |
| 8       | 8          | «Игра в прихлопывание» «The Swatting Game»                           | Мелани Майрон     | Кристина Андерсон             | 9 апреля 2020   | 108         | 5.17                |
| 9       | 9          | «Свободен» «Free to Go»                                              | Сара Пиа Андерсон | Джилл Е. Блотвогел            | 16 апреля 2020  | 109         | 5.16                |
| 10      | 10         | «Есть пушка» «Packing Heat»                                          | Адам Аркин        | Стефен Белбер                 | 23 апреля 2020  | 110         | 4.62                |
| 11      | 11         | «Это не учебная тревога» «This is Not a Drill»                       | Эрик Ланёвилль    | Люси Тейтлер & Карл Капоторто | 30 апреля 2020  | 111         | 5.10                |
| 12      | 12         | «Причина смерти» «Cause of Death»                                    | Скотт Эллис       | Крис Капел & Том Зенгиорги    | 7 мая 2020      | 112         | 5.35                |

## Производство

### Разработка
10 мая 2019 года телеканал CBS заказал сериал в производство и показ. 11 ноября 2019 года телеканал CBS объявил что премьера телесериала состоится 6 февраля 2020 года. 6 мая 2020 года стало известно, что телесериал закрыли после первого сезона.